# 695号州际公路 (马里兰州)
695號州際公路（英語：Interstate 695, I-695）是美國馬里蘭州巴爾的摩的外環公路，長51.46-英里（82.82-），其正式名稱為 McKeldin Beltway，不過一般俗稱為巴爾的摩環線公路（Baltimore Beltway）或直接簡稱695。本公路為95號州際公路的支線，與其在巴爾的摩東北方的懷特馬什與西南方的阿布圖斯交會。695號州際公路還與由巴爾的摩輻射出去的幾條主要公路交會：
- 97號州際公路，交會點：格蘭伯尼（英语：Glen Burnie, Maryland）
- 巴爾的摩-華盛頓園林大道（馬里蘭州道295號），交會點：林西肯（英语：Linthicum, Maryland）
- 70號州際公路，交會點： 伍德隆（英语：Woodlawn, Baltimore County, Maryland）
- 795號州際公路，交會點：派克斯維爾（英语：Pikesville, Maryland）
- 83號州際公路，交會點：提摩尼姆（英语：Timonium, Maryland）

巴爾的摩環線公路在巴爾的摩東北方與95號州際公路交會處，至巴爾的摩南方與97號州際公路交會處之間長為19.37-英里（31.17-） 的路段，正式名稱為馬里蘭州道695號，並不屬州際公路系統，但是用路人所見的道路標誌仍然全部標誌為州際公路695號；此路段包括跨越帕塔普斯科河的弗朗西斯·斯科特·基大桥大橋，由馬里蘭運輸局負責維護。巴爾的摩環線公路其他路段則由馬里蘭州公路管理局維護。
由於本公路為環形，由空中看下去之順時針行車方向稱為內環車道（英語：inner loop），逆時針行車方向稱為外環車道（英語：outer loop）。
巴爾的摩環線公路的計畫是在1949年由巴爾的摩郡提出，之後馬里蘭州接手此計畫，在1956年將其納入州際公路系統計畫之中。由巴爾的摩南方，馬里蘭州州道2號起，沿順時針方向至巴爾的摩東北方美國國道40號的路段，在1955到1962年之間分階段通車，作為車流通過巴爾的摩的州際公路級替代道路；這個路段也是美國第一個作為州際公路系統之一部份的外環公路。之後繼續完成剩餘部分，最終在1977年完成了跨越帕塔普斯科河的弗朗西斯·斯科特·基大桥，整條公路繞巴爾的摩連成一個完整的環帶。跨越帕塔普斯科河路段原本打算以雙車道河底隧道方式進行，後來改成興建符合州際公路標準的四車道大橋，使得這段公路可以標誌為州際公路695號，而非馬里蘭州州道695號。
未來計畫在695號州際公路設置收費的快速車道，目前在巴爾的摩東北方與95號州際公路的交流道正進行工程以備設置收費快速車道之用。
2024年3月26日，695号州际公路上的弗朗西斯·斯科特·基大桥遭一艘集装箱船撞崩。该事件导致至少6人死亡，并迫使交通改道至895号州际公路。I-695州际公路MD-10（2号出口）和 MD-157（43号出口）之间目前已关闭。